# Fountainbleau

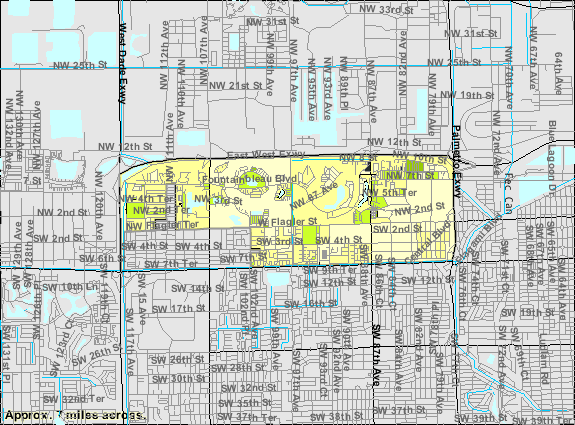
Carte du Bureau de recensement des États-Unis montrant les limites de Fountainbleau

Fountainbleau est une census-designated place située dans le comté de Miami-Dade, dans l’État de Floride, aux États-Unis. Lors du recensement de 2010, elle comptait 59 764 habitants.

## Économie
- Tiger Direct

## Démographie
| 2000   | 2010   | - | - | - | - |
| ------ | ------ | - | - | - | - |
| 59 549 | 59 764 | - | - | - | - |

## Source
- (en) Cet article est partiellement ou en totalité issu de l’article de Wikipédia en anglais intitulé « Fountainebleau, Florida » (voir la liste des auteurs).